# Kees van Dongen

Cornelis Theodorus Maria van Dongen, kendt som Kees van Dongen eller blot van Dongen, (født 26. januar 1877 i Rotterdam, død 28. maj 1968 i Monte Carlo) var en hollandsk maler, der var kendt som en af fauvisterne. Hans ofte karikerede stil rummede mange kontraster og stærke farver. De foretrukne motiver var nøgenmodeller og portrætter af kvinder. 
Han begyndte kunststudierne ved det kongelige kunstakademi i Rotterdam. Han tilbragte en del aftener i havnekvartererne, hvor han lavede skitser af sømænd og prostituerede. Han færdiggjorde studierne i 1897 og rejste derefter til Paris, hvor han blev nogle måneder. I december 1899 flyttede han igen til Paris og boede sammen med Augusta Preitinger, som han kendte fra akademiet. Ægteskabet varede fra 1901 til 1921.
van Dongen begyndte at udstille i Paris i samme sal som Henri Matisse på Salon d'Automne i 1905, da fauvisme-bevægelsen. En kort periode var han også tilknyttet den tyske gruppe Die Brücke. Sammen med Augusta Preitinger flyttede han i 1906 ind i boligkvarteret Bateau Lavoir, der husede mange kunstnere. Han blev ven med Pablo Picasso og hans veninde Fernande Olivier. Udover sin produktion af malerier ernærede han sig ved at lave satiretegninger til aviser og arrangere kostumeballer i Montparnasse. Hans skildringer af Paris' borgerskab blev hurtigt populære blandt pariserne.
I 1926 blev han medlem af Æreslegionen og fik året efter den kongelige belgiske orden. 